# Institut per a les Obres de Religió
L'Institut per a les Obres de Religió (italià: Istituto per le opere di religione; acrònim: IOR), conegut comunament com el Banc del Vaticà, és un institut pontifici de dret privat, creat el 1942 pel Papa Pius XII i amb seu a la Ciutat del Vaticà. El Codi d'Identificació Bancària de l'Institut per a les Obres de Religió és IOPRVAVX. Erròniament, sovint és considerat com el banc central de la Santa Seu, tasca que correspon a l'Administració del Patrimoni de la Seu Apostòlica (APSA). El seu paper és el de «preveure la custòdia i l'administració dels béns mobles i immobles transferits o cedits a l'IOR per les mateixes persones físiques o jurídiques i destinades a les obres de la religió i la caritat.». Els seus clients són diòcesis, ordes religiosos, departaments i treballadors de la Santa Seu. L'IOR està regulat pel FIA (Autorità di Informazione Finanziaria)
Els seus actius no són propietat de la Santa Seu i, per tant, està fora de la jurisdicció de la Prefectura per als Afers Econòmics de la Santa Seu. L'Institut no utilitza els dipòsits per prestar diners i no emeten valors per a la venda o altres productes financers. L'excedent de l'IOR es troba a disposició de la Santa Seu, a la qual l'Institut en 2012 va fer una aportació de 50 milions d'euros.
El seu director general informa directament a un consell d'administració compost per cardenals, que al seu torn responen al Papa. Des del 9 de juliol de 2014, el president és el francès Jean-Baptiste de Franssu.
L'IOR ha estat implicat en diverses ocasions en escàndols, financers i d'altres tipus, entre els quals hi ha «l'afer Sindona» i la fallida financera del Banco Ambrosiano. Iniciat pel president Ernst von Freyberg, l'Institut ha posat en marxa una nova estratègia de compliment amb l'objectiu de fer que tant les estructures com els reglaments de l'IOR siguin més transparents per aclarir-ho i, si cal, posar final a les pràctiques il·legals.
Al juny de 2012, l'IOR va donar una primera presentació de les seves operacions. Al juliol de 2013, l'Institut va posar en marxa el seu propi lloc web.
El 24 de juny de 2013, el Papa Francesc va crear una Comissió Pontifícia especial d'investigació CRIOR) per estudiar la reforma de l'IOR. El 7 d'abril de 2014, Francesc va aprovar les recomanacions respectives sobre el futur de l'IOR que van ser desenvolupades conjuntament per les comissions CRIOR i COSEA i la direcció de l'IOR. «L'IOR continuarà servint amb prudència i prestant serveis financers especialitzats per a l'Església Catòlica a tot el món», segons declarava el comunicat del Vaticà.
El 7 d'abril de 2014, Francesc va aprovar una proposta sobre el futur de l'Institut, "reafirmant la importància de la missió de l'IOR per al bé de l'Església Catòlica, la Santa Seu i l'Estat de la Ciutat del Vaticà". El 25 de maig de 2015, l'IOR publicar el seu Informe anual de 2014.

## Estructura i finalitat
Tal com s'estableix en els seus estatuts, té per objecte:

«Proveir a la custòdia i administració dels béns mobles i immobles transferits o cedits a l'IOR per les mateixes persones físiques o jurídiques i destinades a les obres de la religió i la caritat.
Per això, l'Institut accepta els béns amb la destinació, almenys parcial i futura, que senyala el paràgraf anterior. l'Institut pot acceptar dipòsits d'actius per part d'entitats i persones de la Santa Seu i l'Estat de la Ciutat del Vaticà.»

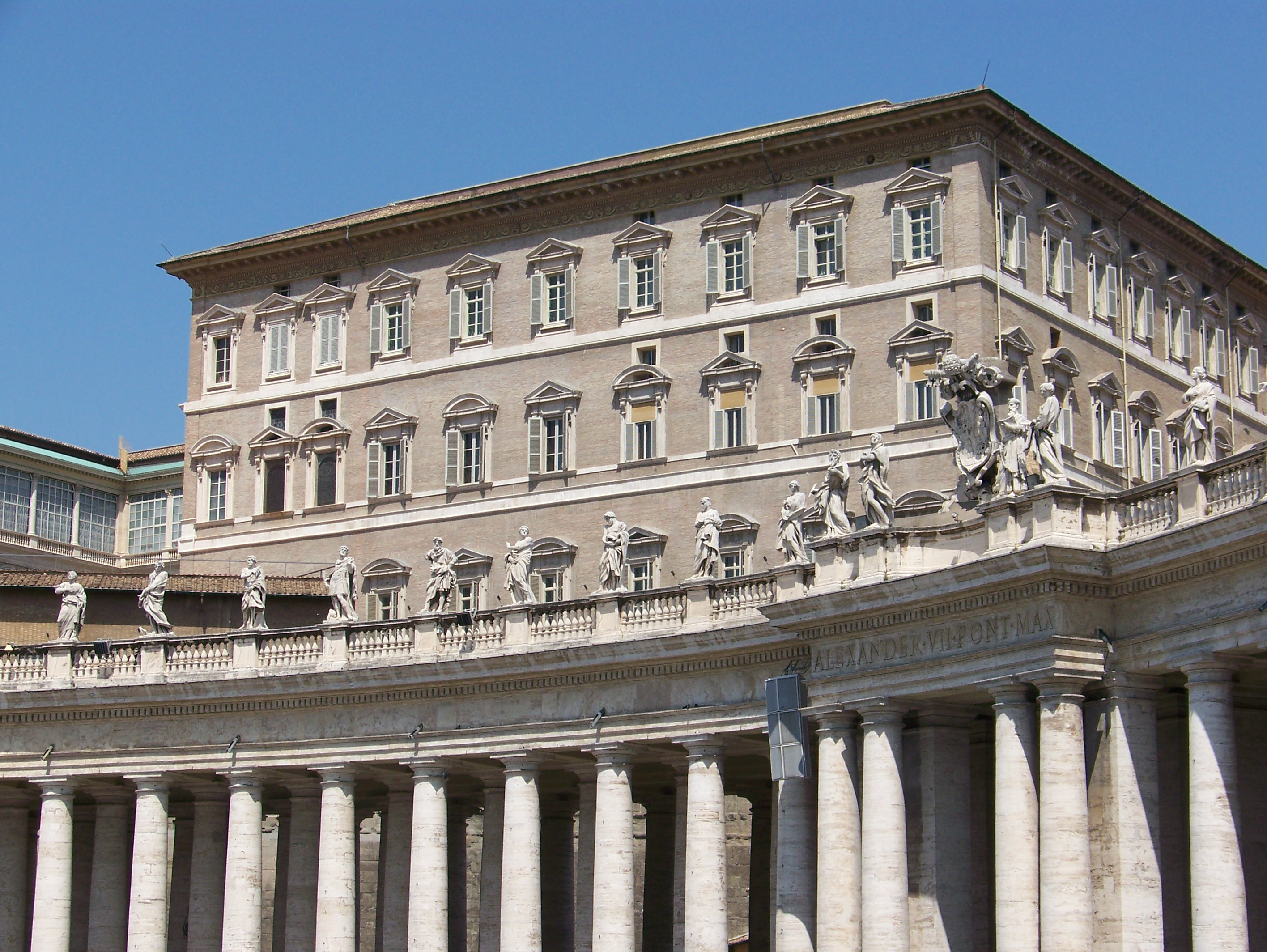
El Palau Apostòlic, on l'IOR té la seu; en el mateix edifici hi ha les estances del Papa (des d'on resa l'Àngelus) i diversos altres càrrecs en organismes de la Santa Seu, entre ells la Secretaria d'Estat i la Prefectura de la Casa Pontifícia.

Té una sola seu, situada a la torre de Nicolau V construïda el 1453, adossada al Palau "Sixt V", residència del Papa a l'interior de l'Estat de la Ciutat del Vaticà.
L'IOR no és un departament de la cúria pontifícia, l'estructura administrativa central de l'Església Catòlica. Tampoc no es tracta d'un banc central. Amb la creació de la Secretaria d'Economia el 24 de febrer de 2014, el paper de l'Administració del Patrimoni de la Seu Apostòlica com a banc central del Vaticà es va consolidar.
L'1 d'octubre de 2013, l'IOR per primera vegada en la seva història va publicar el seu balanç, que està disponible a la pàgina web de l'Institut i es pot descarregar des de llavors. D'acord amb la informació continguda en el balanç, l'IOR es compon de 114 empleats i d'uns actius de 6,3 milions d'euros. Compta amb 18.900 clients, un estat reservat per a persones naturals i jurídiques relacionades amb l'Església catòlica, d'acord amb el dret canònic o el Vaticà.
Els tipus d'interès mitjans anuals que van de 4 a 12% i, en no existir impostos a l'Estat del Vaticà, són rendiments nets. Quant als beneficis aconsegueix, no han de ser pagats als accionistes - que en el cas de l'ens no existeix - sinó que es deleguen a favor de les obres de la religió i la caritat.
L'institut és operat per professionals de la banca i dirigit per un president, no necessàriament un ordenat o un religiós, que informa directament a una junta de sis cardenals nomenats pel Papa i al càrrec per un període de cinc anys amb l'objectiu de garantir la lleialtat de la institució als requisits legals, i al Papa (o al cardenal camarlenc durant el període de sede vacante).
El balanç i tots els moviments fets per l'Institut fins al 2013 eren coneguts exclusivament pel Papa, el Col·legi dels cardenals que el dirigeix, el Prelat de l'Institut, el Consell de Superintendència, al Consell Executiu i els auditors.
El 15 de maig de 2013 el llavors president Ernst von Freyberg anuncià que a finals d'aquest any, l'Institut obriria el seu propi lloc web, en la qual es publicarà el pressupost. El lloc va ser realment obert al domini, ior.va, el 31 de juliol següent i el pressupost es va presentar l'1 d'octubre.
Seguint els procediments legals pel que fa a infraccions de la legislació sobre blanqueig de capitals feta per l'IOR el 30 de desembre de 2010 el Vaticà es va comprometre a aplicar plenament l'acord Monetari signat amb la Unió Europea el 17 de desembre de 2009, la introducció de lleis destinades a combatre el blanqueig de diners, entrant en vigor l'1 d'abril de 2011. En la continuació d'aquests compromisos, l'1 d'octubre, es va fer el pressupost públic, i Promontory Financial Group, una empresa americana, al juliol de 2013 va ser l'encarregada de certificar el ple compliment d'anti-neteja de capitals a les normes internacionals.
En tenir la seu en un estat sobirà, cada sol·licitud de rogatòria ha d'inicar els tràmits al Ministeri d'Afers Exteriors del país d'interès.
El codi SWIFT de l'IOR ésIOPRVAVX:
- IOPR identifica l'Institut per a les Obres de Religió
- VA és el codi de país per l'Estat de la Ciutat del Vaticà
- VX codi per a la Ciutat del Vaticà

### Organització
Al juny de 1990, l'IOR va ser re-estructurat pel Papa Joan Pau II, D'acord amb l'article 4 del Quirògraf, l'Institut es compon de cinc cossos: Una Comissió de Supervisió dels cardenals, un Consell de Superintendència, un Prelat, una Direcció i Consell de Comptes.

### La Comissió de Supervisió de Cardenals
La Comissió de Supervisió de Cardenals depèn directament del Papa i són nomenats per ell. Es compon de sis membres, el mandat dels quals dura cinc anys. Examina els informes sobre els processos clau del negoci i l'estratègia presentada pel President de la Junta i el superintendent i ha de garantir la lleialtat a les disposicions legals. Nomena els membres del Consell de Supervisió. Està dirigit per un president que, d'acord amb els estatuts, és triat pels mateixos membres de la Comissió.
Del 15 de gener de 2014 són els següents:
- Santos Abril y Castelló, arxipreste de la basílica de Santa Maria la Major - President
- Thomas Christopher Collins, arquebisbe de Toronto
- Pietro Parolin, Secretari d'Estat del Vaticà
- Christoph Schönborn, arquebisbe de Viena
- Jean-Louis Tauran, President del Consell Pontifici per al Diàleg Interreligiós

El gener de 2015 el nombre de cardenals dels membres de la comissió es va incrementar de cinc a sis; com es va designar a un sisè membre:
- Josip Bozanić, arquebisbe de Zagreb

### Comitè de Superintendència
El Comitè de Superintendència és comparable a un consell d'administració. Es defineix l'estratègia i és responsable de supervisar les activitats de l'IOR. Els membres del Consell són nomenats pel cardenal superintendent de la Comissió de Supervisió.
El seu president és Jean-Baptiste de Franssu, nomenat pel Papa Francesc el 9 de juliol de 2014 .
Els altres membres de la junta són:
- Javier Marin Romano
- Lord Michael Hintze

- Georg Freiherr von Boeselager
- François Pauly
- Bernard Brenninkmeijer
- Sheila Marie L. Uriarte-Tan

### Direcció
La Direcció dirigeix i gestiona el funcionament de l'Institut i és responsable davant el comitè superintendent, a partir del qual els membres del Consell Executiu són nomenats en si. Es forma així:
- Gian Franco Mammì - Director General (24 de novembre de 2015)[41]
- Giulio Mattietti - sotsdirector interí (des del 24 de novembre de 2015)[41]
- Antonio Montaresi - director de riscos amb responsabilitat per al compliment i projectes especials (des l'1 de juliol de 2013)[42]

### Prelat
Un bisbe, designat per la Comissió de Supervisió dels cardenals amb l'aprovació del Papa, que actua com a secretari de la Comissió i assisteix a les reunions del Consell de Superintendència.
- Monsenyor Battista Ricca - prelat de l'Istitut ad interim (des del 15 de juny de 2013)[43]

### Junta d'auditors
El Consell de Comptes està compost per tres membres designats pel Consell de Superintendència. És responsable de les proves internes dels registres comptables de l'IOR i examina el pressupost anual.
Els tres membres actuals són:
- Mario M. Busso (presidente del Collegio dei revisori)
- Giovanni Barbara
- Luca del Pico

### Orgues desapareguts

#### Representant de la Comissió Pontifícia a l'IOR
El 24 de juny de 2013 el Papa Francesc, amb una garantia, va establir la "Comissió Pontifícia representant sobre l'Institut per a les Obres de Religió" (CRIOR). La tasca de la Comissió era investigar la situació jurídica i les activitats de l'Institut per permetre la seva millor "harmonització" amb "la missió universal de la Seu Apostòlica." "La Comissió tenia la intenció de recopilar informació sobre l'Institut i presentar els resultats al Sant Pare".
Els cinc membres de la Pontifícia Comissió van ser els següents:
- El cardenal Raffaele Farina, President
- El cardenal Jean-Louis Tauran, membre
- El bisbe Juan Ignacio Arrieta Ochoa de Chinchetru, coordinador
- Monsenyor Peter Bryan Wells, Secretari
- La professora Mary Ann Glendon, membre

El 28 de novembre de 2013, el Papa Francesc nomenà Mons. Alfred Xuereb com el seu delegat a la mateixa comissió pontifícia.
Després que el compliment del seu mandat, la comissió es va dissoldre 22 de maig de 2014.

## Història
L'Institut per a les Obres de Religió és una entitat amb personalitat jurídica de l'estructura administrativa de l'Església Catòlica.

### L'origen
L'11 de febrer de 1887, el Papa Lleó XIII va establir la "Comissió de Cardenals per pies causes" que, el 1904, per iniciativa del Papa Pius X, va passar a denominar-se "Comissió cardenalícia per a les Obres de Religió".
El Tractat del Laterà, signat el 1929 durant el període feixista, va reconèixer la Ciutat del Vaticà com un estat independent. Amb la llei d'aplicació del tractat (Llei n. 810 de 27 de maig de 1929) Itàlia, per compensar l'expropiació dels béns immobles que l'Església catòlica havia patit amb les lleis napoleònica primer i fins al 1871 amb lleis del 7 de juliol de 1866 la supressió de les ordres religioses i gremis i 15 d'agost de 1867 per la liquidació dels bens eclesiàstics, s'obligaba a pagar a la Santa Seu la suma de 750.000.000 lires i lliurament de valors de deute de consolidació per un valor nominal de mil milions de lires. Aquesta va ser una gran part de la capital de que va motivar la creació del banc i es deixa que comencés la seva activitat econòmica.
La gestió de la capital va ser encarregada el 1929 pel Papa Pius XI al banquer laic Bernardino Nogara, col·locat al capdavant de la recentment creada "administració especial de la Santa Seu". Nogara plantejà dues condicions per acceptar la tasca: les inversions havien d'estar lliures de qualsevol consideració religiosa o doctrinal i factible en totes les parts del món.
D'aquesta manera, entre 1929 i el començament de la Segona Guerra Mundial, Nogara va ser capaç d'invertir el capital en diversos segments de l'economia italiana, sobretot a l'electricitat, al telèfon, al crèdit bancari, en els ferrocarrils locals, en la producció de maquinària agrícola, en les fibres de ciment, aigua i tèxtils sintètics. Entre les empreses estaven Italgas i, al sector tèxtil, la Societat Italiana de viscosa, La Supertessile, la Società Meridionale Industrie Tessili i La Cisaraion, a unida posteriorment al holding CISA-Viscosa, després absorbit pel SNIA Viscosa.
La direcció de Nogara també va permetre fortes participacions a l'Institut de Crèdit Fondiari, a les Assicurazioni Generali, a la Società Italiana per le Strade Ferrate Meridionali, a l'Istituto Romano di Beni Stabili (una companyia de béns arrels), a la Società Elettrica ed Elettrochimica del Caffaro, a la CONDOR Società per l'industria petrolifera e chimica, a la Società Mineraria e Metallurgica Pertusola, a la Società Adriatica di Elettricità i a les Cartiere Burgo. Pel que fa al sector bancari, el control del capital del Vaticà es va estendre al Banco di Roma, al Banco di Santo Spirito i la Caixa d'Estalvis de Roma.
Amb l'arribada de la crisi dels anys 30, Nogara va aconseguir vendre a l'IRI els interessos de valors del Banco di Roma, del Banco di Santo Spirito i del Credito sardo a preus de mercat, malgrat la seva gairebé total amortització, amb un guany de prop de 630 milions de dòlars.
Una altra inversió estratègica en el que va resultar a l'Officine Meccaniche Reggiane, a la Breda i a la Compagnia Nazionale Aeronautica, que el 1935 van proporcionar armes i municions per a l'ofensiva italiana a Líbia.
El 17 de març de 1941 la Comissió Prelatícia administradora de les Obres de Religió va canviar el seu nom pel de "Administració per a les Obres de Religió".

### L'Institut per a les Obres de Religió
El 27 de juny de 1942 el Papa Pius XII fundada mitjançant quirògraf lInstitut per a les Obres de Religió "(IOR), amb la seva pròpia personalitat jurídica absorbint l'Administració per a les Obres de Religió".
El 31 de desembre de 1942 el ministre de Finances del Govern italià Paolo Thaon di Revel va emetre una circular que deixava exempt l'IOR del pagament d'impostos sobre els dividends.
Amb els anys l'institut va ser criticada per la crueltat del seu modus operandi, basat sobretot en l'especulació del mercat de valors mundial i els béns immobiliaris, també gràcies als privilegis substancials i exempcions esmentades anteriorment.
En 1962 l'IOR posseïa el 24,5% de la Banca Privata Finanziaria de Michele Sindona, qui, en 1969, el Papa Pau VI va encarregar una consultoria per a la modernització de l'IOR. Al costat d'ell, una comissió formada per Luigi Mennini, Pellegrino de Strobel i Massimo Spada. Sindona es va vendre la Companyia Generale Immobiliare, on l'IOR tenia una participació de 3%. Posteriorment, van ser nombrosos interessos comuns, incloent els moviments de capitals a paradisos fiscals, entre IOR i Sindona.
Quan la Santa Seu va veure revocat l'estat exempció d'impostos sobre la renda sobre les inversions italianes el 1968, va decidir diversificar les seves tinences, va contractar com a assessor financer Michele Sindona. Un cop ja es trobava entre els empresaris més poderosos del país, les investigacions posteriors sobre els seus assumptes de negocis tragueren a la llum associacions qüestionables amb la màfia, així com el secret P2, un fals alberg "maçònic" que el Parlament italià senyalà coma una organització subversiva. La fallida de Franklin National Bank de Sindona i el posterior col·lapse del seu imperi financer, en el qual hi havia canalitzat part de les inversions de la Santa seu, implicaven pèrdues per al Vaticà estimades per una font en 35 bilions de lires italianes (20 milions de lliures esterlines).
El 1971 l'arquebisbe i guardaespatlles de Pau VI Paul Marcinkus va ser nomenat president dl'IOR.
El 1972, l'IOR posseïa al voltant del 51% de les accions de la Banca Cattolica del Veneto. Per la voluntat del director de l'IOR Paul Marcinkus, el 37% de les accions van ser venudes a Banco Ambrosiano de Roberto Calvi, provocant la reacció dels bisbes venecians - incloent el llavors bisbe Albino Luciani (més tard el Papa Joan Pau I)- que en no haver estat informats, van tancar els seus comptes a la Cattolica del Veneto en senyal de protesta.
El 1982, un escàndol polític i financer relacionat amb el col·lapse del Banc Ambrosiano involucrà el cap de l'IOR 1971-1989, l'arquebisbe Paul Marcinkus, qui suposadament hauria lliurat "cartes de patrocini" en nom de l'IOR en suport del banc en fallida. El 1987, un tribunal italià va emetre una ordre de detenció contra Marcinkus, a qui van acusar de ser còmplice de la fallida fraudulenta. Marcinkus va eludir la seva detenció romanent al Vaticà fins que l'ordre va ser anul·lada el 1991, després de la qual cosa va tornar al seu país d'origen, Estats Units. El President del Banc Ambrosiano i membre de la lògia maçònica il·legal P2, Roberto Calvi va ser trobat culpable de violar les lleis de la moneda italiana i va fugir amb un passaport fals a Londres on va ser trobat mort sota el pont de Blackfriars a Londres alguns dies després d'haver desaparegut de Milà. L'Institut per a les Obres de Religió, a continuació, un accionista al 10% del Banc Ambrosiano, va negar la responsabilitat legal de la caiguda del Banc Ambrosiano, però va reconèixer "implicació moral" i va pagar 224 milions de dòlars als creditors.
D'acord amb les declaracions del penedit de la màfia Vincenzo Calcara, l'IOR estava involucrat en rentat de diners de la Cosa Nostra., mentre que un altre penedit, Francesco Marí Mannoia (segons Giovanni Falcone "el col·laborador més valuós de la justícia") revelà el 1998, durant el judici per màfia de Marcello Dell'Utri, que «Lici Gelli estava invertint els diners dels Corleone de Totò Riina al banc del Vaticà. (...) L'IOR garantia als Corleone inversions i discreció». Per tant, «quan el Papa Joan Pau II va arribar a Sicília i va excomunicar els mafiosos, el boss es va doldre especialment perquè havia portat els seus diners al Vaticà. El que va sorgir va ser la decisió de detonar dues bombes davant de dues esglésies de Roma.» (van explotar davant de la basílica de Sant Joan del Laterà i de l'església de San Giorgio in Velabro la nit d'entre el 27 i 28 de juliol de 1993).
Segons el periodista Gianluigi Nuzzi, que va estar assistit per l'arxiu de monsenyor Renato Dardozzi, mitjançant l'IOR s'haurien mogut entre 1989 i 1993, 275 milions d'euros en efectiu més entre 135 i 200 milions de lires en bons del govern. En el seu llibre "Vaticano S.p.A." sosté que l'IOR era actiu en el rentat de diners, el suborn i el suport financer de la màfia. El fill de Vito Ciancimino, Massimo, va dir
| « | Les operacions a favor del meu pare van passar a través de tots els comptes i les cintes de l'IOR. | » |

Amb el producte de les seves activitats econòmiques, als anys vuitanta l'IOR finançaria polítiques bancàries i organitzacions d'entitats per contrarestar els moviments filomarxistes a l'Amèrica Llatina (per exemple, els Contres a Nicaragua)) i els règims comunistes de l'Europa de l'Est (com el sindicat polonès Solidarność).
El 21 de juny de 1982 s'obrí el cas del col·lapse del Banco Ambrosiano, un dels principals escàndols financers italians des de la guerra, en el qual estaven implicats, entre d'altres, els caps de l'IOR (incloent Mons. Paul Marcinkus), Roberto Calvi i Michele Sindona i Licio Gelli. Però per als alts càrrecs vaticans no hi va haver conseqüències legals significatius, gràcies a la situació jurídica de l'IOR.
Diversos llibres publicats durant els anys 80 i 90 van ser molt crítics amb les relacions històriques de l'Institut per a les Obres de Religió amb governs anticomunistes. Tony Abse, escrivint al The Weekly Worker, un òrgan del Partit Comunista de la Gran Bretanya, va dir que la CIA utilitzà l'Institut per a les Obres de Religió per canalitzar fons pel sindicat polonès Solidarność com a part de l'ofensiva final contra la Unió Soviètica". L'organització American Atheists digué que fons encoberts dels Estats Units eren canalitzats de la mateixa manera tant a cap a Solidaritat com per a la guerrilla de la Contra.
Alperin v. Vatican Bank és una demanda per supervivents de l'Holocaust contra l'Institut per a les Obres de Religió i l'orde Franciscà presentada a San Francisco, Califòrnia el 15 de novembre de 1999. El cas va ser desestimat com una qüestió política pel Tribunal de Districte per al Districte Nord de Califòrnia el 2003, però restablerta en part pel Novè Circuit d'Apel·lacions en 2005. Aquest error ha atret l'atenció com un precedent en la intersecció de la Llei de Reclamacions de delictes d'estrangers (ATCA) i la Llei de Immunitat de Sobirania estrangera (FSIA). La demanda contra el Banc del Vaticà va ser desestimada el 2007 sobre la base de la immunitat sobirana, però el cas en contra de l'ordre franciscana continuava al 2009. D'acord amb una anàlisi, "el cas és extremadament complicat i potencialment massiu, tenint en compte la gran classe repartida en molts països.

### Actes judicials i reorganització (2010-2014)
Al setembre de 2010, els magistrats italians van confiscar 23 milions d'euros de l'IOR, en raó que les lleis vigents contra el blanqueig de capitals havien estat violades. Els diners eren originalment per a ser transferit des del banc italià Credito Artigiano al JPMorgan Chase a i un altre banc italià, Banca del Fucino. Tant l'origen i destinació dels fons eren a comptes sota el control de l'IOR. Així mateix, va assenyalar que Gotti Tedeschi i un altre gestor IOR estaven sota investigació per càrrecs de blanqueig de capitals. El 31 de maig de 2011, el fiscal general de Roma va publicar que els 23 milions d'euros en actius que havien estat confiscats al setembre, pel que sembla en el reconeixement dels passos presa en els següents mesos per conformar l'Institut a les normes internacionals.
El 24 de maig de 2012, Ettore Gotti Tedeschi va ser deposat com a cap del Banc del Vaticà, per la seva suposada "falta de compliment de les funcions principals de la seva oficina". Al juliol de 2013, el cas de blanqueig de capitals en contra Gotti Tedeschi va ser abandonat. El març de 2014, que va ser de nou absolt pel tribunal romà que va seguir la posició de la fiscalia i s'alleuja Gotti Tedeschi de tota responsabilitat en aquesta operació.
El 15 de 2013 juny, amb l'aprovació del Papa Francesc, la Comissió dels Cardenals nomenà monsenyor Battista Mario Salvatore Ricca com a prelat de l'Institut amb caràcter d'interí. Després del nomenament, els mitjans de comunicació italians informaren que Ricca en el passat suposadament havia estat involucrat en actes homosexuals consensuals. També hi va haver especulacions que els oponents de la reforma podrien haver ocultat informació sobre els possibles escàndols en el passat de Ricca o que podrien haver format per rumors sense fonament sobre el seu passat. Es va informar que Ricca va presentar la seva renúncia a causa de la controvèrsia, però el cap de l'Oficina de Premsa de la Santa seu va declarar que les acusacions com "no eren creïbles" i el propi Francesc informà els periodistes que una investigació "s'havia trobat res".
El 28 de juny de 2013, tres persones van ser detingudes per la policia italiana sota sospita de corrupció i frau. Pel que sembla, havien planejat introduir de contraban 20 milions d'euros en efectiu de Suïssa a Itàlia. Un dels detinguts va ser Monsenyor Nunzio Scarano, comptable prèviament sènior d'APSA, l'Administració del Patrimoni de la Seu Apostòlica. Posteriorment, va ser acusat de corrupció i difamació i posat sota arrest domiciliari.
El 21 de gener 2014, que es va carregar encara més contra el blanqueig de capitals a través de comptes de IOR en una altra investigació. D'acord amb un comunicat de la policia, milions d'euros en donacions "falses" de companyies offshore havien mogut a través dels comptes de Scarano. Ja al juliol de 2013, l'IOR s'havia congelat els diners als comptes de Scarano. Segons ha informat l'agència de notícies Reuters, Elena Guarino, la jutge de Salern que havia dirigit la investigació, va dir a la premsa que "el Vaticà ha cooperat plenament i m'ha donat molta informació sobre els moviments bancaris de Scarano."

### Escàndols

#### La caiguda del Banc Ambrosiano
L'IOR va ser, entre 1946 i 1971, l'accionista majoritari del Banc Ambrosiano. Ja en 1978 el cap del Consell de Supervisió del Banc d'Itàlia, Giulio Padalino havia dut a terme una inspecció dels comptes bancaris, l'aclariment de la "mà oculta" de la comptabilitat: darrere de les diverses empreses estrangeres que van comprar paquets substancials d'accions de l'Ambrosiano eren del mateix grup de Calvi i l'IOR.
En aquells moments, l'escàndol no va tenir seqüela directa cap a l'Institut. No obstant això, després del col·lapse del Banc Ambrosiano, les responsabilitats es van confirmar durant la investigació pel descobriment de les cartes de patrocini atorgades en 1981 per Marcinkus (director de l'IOR des de 1971 fins a 1989) amb Roberto Calvi (director del Banc Ambrosiano), amb les quals es va confirmar que l'IOR "directament o indirectament" exercia el control sobre Manic. S.A. (Luxemburg), Astolfine S.A. (Panamà), Nordeurop Establishment (Liechtenstein), U.T.C. United Trading Corporation (Panamá), Erin S.A (Panamá), Bellatrix S.A (Panamá), Belrosa S.A (Panamá) e Starfield S.A (Panamá) empreses fantasmes amb seu a paradisos fiscals conegudes, que havien fet "pantalla" de l'enredat cercle dels diners que havia drenat dos mil milions de lires de la caixa l'Ambrosiano.
El llavors ministre d'Hisenda, Beniamino Andreatta va imposar la liquidació del Banc Ambrosiano. Andreatta informà al Parlament el 8 d'octubre de 1982, on indicava que el Banc tenia un forat d'uns dos mil milions de dòlars, dels quals 1.159 milions estaven garantits per l'IOR.
Marcinkus estava sent investigat a Itàlia el 1987 per complicitat en la fallida fraudulenta del Banc Ambrosiano, sent acusat de rentat de capitals de la màfia en relació amb la P2, una lògia maçònica "coberta" dirigida per Licio Gelli. Les declaracions del penedit de la Cosa Nostra Vincenzo Calcara, considerada creïble pel tribunal de Roma el 2003, semblen donar suport a aquesta teoria, dient als contactes entre Marcinkus, Calvi (membre de la P2) i els membres de la Cosa Nostra.
El 20 de febrer de 1987 el jutge d'instrucció del tribunal de Milà, Renato Bricchetti, va emetre una ordre de detenció de Paul Marcinkus, Luigi Mennini i Pellegrino de Strobel, els líders de l'IOR, identificant serioses responsabilitats del Banc del Vaticà en el col·lapse del Banc Ambrosiano. L'ordre, però, no va ser executada perquè Marcinkus va gaudir del passaport diplomàtic Vaticà, mentre que els altres dos es van refugiar darrere de les portes de bronze i la seva sol·licitud d'extradició no va tenir resultat: al final, el Tribunal Suprem no va validat la mesura, ja que, pel fet que havia actuat com a òrgans o representants d'un cos central de l'Església Catòlica, que eren considerats, en virtut de l'art. 11 del Tractat de Laterà, coberts per la immunitat judicial.
El Banc Vaticà no va admetre cap responsabilitat pel fracàs del Banc Ambrosiano, però va crear una Comissió Conjunta (Agostino Gambino, Pellegrino Capaldo i Renato Dardozzi per al Vaticà, Filippo Chiomenti, Mario Cattaneo i Alberto Santa Maria per l'Estat italià) amb la tasca d'investigar l'assumpte. La resposta, tot i no arribar a "no concloents" sobre la responsabilitat legal de l'IOR, va portar a admetre una responsabilitat moral. El 25 de maig de 1984, a Ginebra, l'IOR, i alhora ha reiterà la seva no participació, va signar un acord amb els bancs creditors de l'Ambrosiano, abocant 406 milions de dòlars com a "contribució voluntària".
El xoc va ser seguit per diverses morts: Graziella Corrocher, la secretària de Calvi, va ser trobada morta després d'un vol des del quart pis del palau milanès que albergava la seu del Banc Ambrosiano el 17 de juny 1982 Roberto Calvi, un membre de la P2 i president del Banc Ambrosiano el 1975, va fugir a Londres, va ser trobat penjat el 18 de juny de 1982, sota el pont dels Frares negres al riu Tàmesi. Michele Sindona, un altre piduista, enllaç de connivència amb la màfia siciliana i proper a l'IOR, mentre que complia sentència de presó per l'assassinat de Giorgio Ambrosoli, va ser trobat enverinat pel cafè amb cianur el 20 de març de 1986 i va morir dos dies després.

#### El Cas Enimont
El 1993, en els anys de la Tangentòpolis, el jutge Borrelli de l'associació mans netes determinà el trànsit en els fons IOR de 108 milions de lires en certificats del Tresor destinats en el que es coneix com l'escàndol Enimont. En aquesta ocasió, en casos molt excepcionals, l'IOR va decidir respondre a una carta rogatòria sol·licitada pel fiscal Antonio Di Pietro, que llavors treballava a la mans netes i en la investigació del cas. No obstant això, els jutges també es van queixar que el banc del Vaticà havia falsificat documents, ocultant els comptes de Giulio Andreotti i no transmeté la documentació de moltes altres posicions. A continuació, a final de mes, la documentació addicional presentada es va considerar que era falsa. Segons el periodista Pedro Gómez, el IOR és ser l'únic banc en el món que va enviar informació falsa a la justícia italiana. Alts prelats i els executius IOR, incloent el President Angelo Caloia, es van mantenir immunes al procés o prohibir en virtut de l'article 11 del Tractat de Laterà que estableix: "Els òrgans centrals de l'Església Catòlica estan exempts de qualsevol interferència per part de estat italià ".

#### Operació Sofia
El periodista Gianluigi Nuzzi en el seu llibre argumenta que l'IOR va participar en la fundació d'un partit de centre destinat a substituir la Democràcia Cristiana, ensorrat després de Tangentòpolis. En aquest sentit, Giancarlo Capaldo, fiscal adjunt de Roma, coordinador de la investigació sobre el cop-porpra blanca digué que: « L'operació "Sofia", és a dir la temptativa de crear el Gran Centre que hauria pres el poder.»

#### El Cas Fiorani – BPI
El 10 de juliol de 2007, un dels "canalles del barri", Gianpiero Fiorani, va revelar als jutges de Milà la presència, al BSI suís, de tres comptes de la Santa Seu per "dos o tres milions d'eurso" i que havia pagat en negre a les arques de l'APSA (Banc Central del Vaticà) més de 15 milions de l'euro.

#### El Cas Anemone - Grans obres
En la investigació sobre les "grans obres" de 2010 la contractació del G8 a La Maddalena (també conegut com a "Cas anemone"), es va trobar que Angelo Balducci (ex President del Consell Superior d'Obres Públiques, detingut per corrupció) tenia un compte a l'IOR, on - segons els fiscals- transferiria la major part dels seus ingressos. El 2006, quan se li va preguntar pel llavors PM di Potenza Henry John Woodcock, que havia admès a si mateix a l'existència d'aquest compte, que s'utilitza per pagar un deute de 380.000 d'euros per monsenyor Franco Camaldo, prelat d'honor i mestre de cerimònies papal, intermediari en la compra d'una casa en la qual s'anava a ubicar una nova lògia maçònica.
Balducci tenia un compte a l'IOR com a "gentilhome de Sa Santedat" i "consultor" i "supervisor" del patrimoni de Propaganda Fide, que ha llogat desenes d'habitatges en moltes de les 412 persones incloses en les llistes de l'empresari Diego Anemone. Els fiscals sospiten que altres connexions amb l'IOR, com a resultat dels atacs contra documentació comptable, en particular aAngelo Zampolini, intermediari de la "camarilla" d'Anemone i de Balducci en la compra d'un apartament a Roma per l'exministreClaudio Scajola. Els investigadors també creuen que una part dels diners acumulats per alguns dels sospitosos amb els suborns pagats per Anemone i d'altres empresaris es dipositaven a l'IOR.
La unitat d'informació financera del Banc d'Itàlia descobrí que entre els beneficiaris de transferències transitades per un compte de l'IOR al bancIntesa Sanpaolo és d'Evaldo Biasini, tresorer dels Missioners de la Preciosíssima Sang, que participen en la investigació i, segons el fiscal de Perussa, guardià dels fons en negre de Diego Anemone. Els documents dels magistrats a Perussa i comptes confiscats al senyor Evaldo Biasini revelen com els diners en poder de Don Bancomat en nom de Diego Anemone transitassero per als comptes a l'IOR de la Congregació de la Preciosíssima Sang.

#### Les operacions de reciclatge
Al maig de 2010, els fiscals de Roma va obrir una investigació sobre els presumptes vincles entre l'IOR i altres deu bancs, entre ells Unicredit, Intesa Sanpaolo, Banca del Fucino. Les operacions diàries de milions d'euros entre aquestes institucions i l'IOR com una gran varietat de controls per part dels extrems poc clares, havien despertat ja l'any 2009 les sospites de la Unitat d' informació financera del Banc d'Itàlia Unitat. Va ser trobat pels magistrats que l'IOR utilitzen acumulativament un compte obert a la sucursal 204 del Banc de Roma a la Via della Conciliazione de Roma, abocant xecs dels seus clients sense donar cap comunicació, violant les normes contra el blanqueig de capitals (llei 173/1991 i decret legislatiu 231/2007). A través d'aquest compte s'haurien passat al voltant de 180 milions d'euros entre 2006 i 2008, només per interrompre les operacions amb la integració del Banc de Roma en el Grup Unicredit. Els fiscals sospiten que les transaccions a través de "protegits" els comptes de l'IOR en realitat les operacions per compte d'empreses o persones físiques residents a efectes fiscals a Itàlia, de vegades per cobrir diversos delictes, des de l'evasió d'impostos al frau. La Guardia di Finanza també van trobar casos de beneficiaris ficticis entre els comunicats als investigadors. La justícia italiana no té, però, competentències per investigar l'IOR sense una rogatòria internacional, per la seva naturalesa formalment estrangera.
El 20 de setembre del 2010 per fiscals de Roma confiscaren (per recomanació del Banc d'Itàlia) 23 milions d'euros dipositats en un compte del Credito Artigiano Spa pagats a l'IOR, per a les transaccions bancàries realitzades en violació de la legislació contra el blanqueig de diners. Les operacions dels acusats són transferències ordenades des de l'IOR per 20 milions de dòlars d'un compte del Credito Valtellinese de la JP Morgan a Frankfurt i 3 milions a Banca del Fucino. Segueixen sent sospitosos el president dl'IOR, Ettore Gotti Tedeschi, i el director general Paolo Cipriani.
Mentrestant, van sortir a la llum altres dues transaccions sospitoses, una retirada d'efectiu de 600.000 euros, realitzada a l'octubre de 2009 per l'IOR per propòsit no especificat en un compte Intesa Sanpaolo, i xecs per 300.000 euros recollits al novembre d'aquest any en un compte d'Unicredit. De l'anàlisi dels investigadors ha resultat fictici el nom del minorista proporcionada per l'IOR, mentre que la xifra en realitat procedien d'un banc de San Marino. Algunes de les comptes de trànsit amb els bancs italians utilitzats per l'IOR en els recents escàndols relacionats amb el blanqueig de diners són actius dels temps del Banc Ambrosiano.
Arran d'aquests esdeveniments, el Papa va anunciar el 30 de desembre de 2010, que finalment es donaria aplicació a l'Acord Monetari signat amb la Unió Europea el 17 de desembre de 2009, mitjançant l'aprovació de lleis contra el blanqueig de diners i que entrarien en vigor l'1 d'abril de 2011.
No obstant això "la promulgació d'aquesta legislació", com es mostra a continuació en una comunicació del Banc d'Itàlia," en si mateixa, no canvia el règim aplicable a l'IOR com un banc establert en un estat fora de la Comunitat per al antiblanqueig de diners no és equivalent" .
Al març del 2012, la Fiscalia de Roma envià una rogatòria internacional per conèixer els moviments internacionals de diners del compte corrent de l'IOR amb el Jp Morgan de Frankfurt.

#### Vatileaks i dimissió d'Ettore Gotti Tedeschi
Durant els primers mesos de 2012 es produí una fuita sistemàtica dels documents del Vaticà relatius a les relacions dins i fora de la Santa Seu. Aquests documents evidenciaven, entre altres coses, les lluites de poder dins el Vaticà i algunes irregularitats en la gestió financera de l'Estat i en l'aplicació de les normes contra el blanqueig de diners. El 24 de maig de 2012, Ettore Gotti Tedeschi, president des de setembre de 2009, renuncia al Consell de Superintendència i deixà la presidència amb la desconfiança del Consell. Els diaris parlaren de posicions irreconciliables entre ell i altres actors institucionals en l'aplicació de les normes de transparència bancària. L'endemà va ser reemplaçat interinament, d'acord amb els seus estatuts, pel vicepresident Ronaldo Hermann Schmitz, amb la ratificació Comissió de Supervisió Cardenalícia. La Comissió cardenalícia adopta formalment la confiança, sent aprovada per unanimitat pel Consell el dia abans que el superintendent, que es queixava que l'expresident «no havia dut a terme diverses funcions d'importància primordial per la seva oficina,» i potser també que s'havia filtrat fora informació confidencial. El 27 es va emetre un dur comunicat del Consell superintendent amb les raons de manca de confiança. El 2 de juny s'informà formalment per carta a l'expresident de la transferència dels seus poders al vicepresident, que es convertí en president interí.

## Procés de reforma
L'1 de març de 1990, el Papa Joan Pau II va aprovar mitjançant quirògraf l'Estatut actual de l'Institut, que juntament amb les corresponents normes estableix el propòsit i el govern corporatiu de l'IOR.
El 24 de juny de 2013, el Papa Francesc va establir una Comissió Pontifícia referent sobre l'IOR per tal de determinar la seva situació jurídica i permetre la seva millor "harmonització" amb "la missió universal de la Seu Apostòlica en més profunditat", ja que va ser notificada pel secretari d'Estat del Vaticà. D'acord amb el pare Federico Lombardi, portaveu del Vaticà, de la premsa, l'anomenat CRIOR comissió és "un organisme que investigarà la situació i informar al Papa com a part de reformes útils a l'Església."
El 7 d'abril de 2014 Francesc va aprovar les recomanacions sobre el futur de l'IOR, desenvolupades conjuntament per la mateixa comissió CRIOR, de la comissió COSEA, per la direcció de l'IOR i, segons afirmà el cardenal George Pell: "L'IOR continuarà servint amb cura i prestar serveis financers especialitzats l'Església Catòlica en tot el món. dels serveis importants que poden ser oferts per l'Institut ajudar al Sant Pare en la seva missió de pastor universal i també el suport d'institucions i persones que treballen amb ell en el seu ministeri. juntament amb la confirmació de la missió de l'IOR i en resposta a la sol·licitud del cardenal-prefecte Pell, president del Consell de Superintendència, Ernst von Freyberg i la gestió de l'IOR completaran el seu pla per tal d'assegurar que l'IOR pot complir la seva missió com a part de les noves estructures financeres Santa Seu i de la Ciutat del Vaticà. el pla serà presentat al Consell de Cardenals del Sant Pare i el Consell d'Economia", tal com es va especificar en el butlletí de l'Oficina de Premsa de la Santa Seu.

### Passos de reforma de 2010/2011
L'1 de gener de 2010, un acord monetari renegociat entre la UE i l'Estat de la Ciutat del Vaticà va entrar en vigor, complementant l'acord monetari entre la Santa Seu i Itàlia des de l'any 2000. Després d'haver signat l'acord, el Vaticà va adaptar la legislació de la UE sobre la falsificació de l'euro i la neteja de d'actius a finals de 2010 i va acceptar el Tribunal de Justícia com l'única jurisdicció competent per a la solució de conflictes en l'acord.
El 30 de desembre de 2010, el Papa Benet XVI va establir l'Autoritat independent d'Intel·ligència Financera del Vaticà (Autorità di Informazione Finanziaria, AIF) per supervisar les activitats monetàries i comercials de totes les institucions relacionades amb el Vaticà, incloent l'IOR. L'anomenat "organisme de control financer" del Vaticà supervisa totes les operacions financeres del Vaticà i assegura la seva conformitat amb les normes internacionals contra el blanqueig de diners i el finançament del terrorisme.
El juny de 2011, els fiscals romans van ordenar l'alliberament de l'apoderat de 23 milions d '€ que haurien d'haver estat transferits a través d'un compte de l'IOR al Credito Artigiano.. D'acord amb els fiscals, aquesta sol·licitud d'alliberament es va deure als mecanismes instituïts recentment que han d'ajudar a l'Institut per conformar-se amb el rentat internacional de diners i de finançament normes antiterroristes, com ara l'establiment de l'AIF.

### Passos de reforma de 2012
Al juliol de 2012, Moneyval, el Consell del Comitè d'Experts sobre l'Avaluació de mesures contra el blanqueig de diners i el finançament del terrorisme a Europa, publicà i distribuí un informe sobre l'Estat de la Ciutat del Vaticà, a petició del propi Vaticà. Aquest era la primera vegada que la Santa Seu presentava les seves institucions i lleis per al judici d'un auditor extern internacional. La revista de notícies italiana L'Espresso va cridar a això "una fita històrica". El Vaticà va rebre una qualificació de "d'acord" o "majorment complerta" en 22 dels 45 directrius i s'adhereix als estàndards internacionals en 9 dels 16 punts bàsics.
Moneyval va declarar que el Vaticà "ha recorregut un llarg camí en un període molt curt de temps" i va declarar que l'Estat de la Ciutat havia reunit els requisits internacionals en 9 dels 16 temes bàsics. Alhora, Moneyval va demanar més reformes per ser promulgades. El Vaticà va expressar l'objectiu d'entrar en l'anomenada llista blanca de l'OCDE, que inclou els països que compleixen amb les normes i reglaments contra delictes fiscals internacionals contra el rentat de diners.
Al de novembre de 2012, un expert en rentat de diners a Suïssa, René Brülhart, va ser nomenat director de la FIA. Anteriorment, havia treballat per a la Unitat d'Intel·ligència Financera (UIF) a Liechtenstein, així com per al Grup Egmont d'Unitats d'Intel·ligència Financera.

### Passos de reforma de 2013
El 15 de febrer de 2013, Ernst von Freyberg va ser designat President de l'IOR. Des de l'inici de la seva gestió en l'IOR, von Freyberg s'ha centrat en la reforma integral de l'Institut, indicant que ho faria posant èmfasi en la transparència un enfocament de "tolerància zero" a qualsevol transacció sospitosa.
Al maig de 2013, la consultoria i auditoria firma internacional Promontory se li va assignar una revisió forense i la detecció de relacions amb els clients de l'Institut. En aquest context, els comptes de 19.000 clients de l'IOR van ser verificats per si complien amb els criteris respectius.
El 24 de juny de 2013, el Papa Francesc va crear una Comissió Pontifícia, sovint referida com la comissió CRIOR, per revisar l'estat i les activitats de l'IOR. La seva tasca era "recopilar informació precisa sobre la situació jurídica i les diverses activitats de l'Institut de permetin, quan sigui necessari, una millor harmonització del dit Institut, amb la missió universal de la Seu Apostòlica". Els seus cinc membres van ser Raffaele Farina (President), Jean-Louis Pierre Tauran, Juan Ignacio Arrieta Ochoa de Chinchetru, Peter Bryan Wells (secretari) i Mary Ann Glendon. La Comissió va donar per conclosa la seva tasca al maig de 2014.
Al juliol de 2013, l'Autoritat d'Intel·ligència Financera de la Santa Seu (FIA), encarregada de supervisar les activitats monetàries i comercials dels organismes del Vaticà, va ser admesa com a membre de ple dret del Grup Egmont, una xarxa internacional d'unitats d'informació financera.
L'1 d'octubre de 2013, l'IOR va publicar el seu primer informe anual. L'informe anual està disponible per a baixar a la pàgina web de l'Institut que va ser llançat al juliol de 2013. Les xifres de l'informe van ser auditats per la firma global de comptabilitat KPMG. D'acord amb l'informe, l'Institut el 2012 va tenir un benefici net de 86,6 milions d'euros, dels quals es transferiren 54.700.000 d'euros al pressupost de la Santa Seu per ajudar al Papa dur a terme la missió global de l'Església. Les dues mesures - La publicació de l'informe anual i el llançament de la pàgina web - van ser revisats com a signes notables de millora de la transparència i el compliment: The Guardian va cridar el lloc web de llançar un "pas de gegant" i Reuters van cridar una "unitat de transparència".
També a l'octubre de 2013, els diaris van informar que l'IOR havia demanat al voltant de 1.300 clients a tancar els seus comptes de l'IOR. Pel que sembla, aquesta sol·licitud va ser dirigida als titulars laics de comptes, que no encaixen en cap de les cinc categories de clients dl'IOR està legalment autoritzat a tenir. Els tancaments es diu que són el resultat del procés de revisió dut a terme pel promontori.
El 12 de desembre de 2013, Moneyval va publicar el seu informe de situació que va avaluar el progrés que la Santa Seu va fer sobre les mesures per combatre el rentat de diners. Es va dir que l'IOR havia fet progressos significatius, però al mateix temps que es necessitaven controls interns més institucionalitzats, especialment amb respecte a la funció de vigilància de l'AIF. En general, l'informe va ser qualificat com l'aprovació de les reformes econòmiques i financeres promulgades des que Francesc havia ocupat el soli pontifici.

### Passos de reforma de 2014
El 22 de gener de 2014, l'IOR va publicar un informe sobre el progrés del programa de compliment i transparència. El president de l'IOR Ernst von Freyberg comentà la publicació, afirmant que "és molt possible reformar una institució com l'IOR", i que l'Institut ha "utilitzat l'any passat per crear el sistema i analitzar els nostres clients per possibles irregularitats". Von Freyberg també va declarar queda molta feina per fer pel que fa transparència i el compliment.
El 7 d'abril de 2014, el Papa Francesc va dictaminar que l'IOR romandria operatiu i aprovaria les recomanacions sobre el futur de l'Institut, que s'hagin elaborat conjuntament per les comissions papals CRIOR i Coşea, per la direcció de l'IOR i pel cardenal australià George Pell, cap de la Secretaria del Vaticà d'Economia. La decisió va ser interpretada com un "suport" del procés de reforma que s'havia intensificat amb Francisco i von Freyberg. L'IOR sí que va afirmar que la decisió del Papa "representava un poderós suport de la nostra pròpia missió i el dur treball realitzat en els últims 12 mesos." Von Freyberg va renunciar al juliol com a cap de l'IOR i Francesc anomenà Jean-Baptiste de Franssu per reemplaçar-lo.
Per a setembre de 2014 la Comissió dels Cardinals de l'IOR nomenà Maurici Larraín (Xile) i Carlo Salvatori (Itàlia) com a membres de la Junta de Superintendència de l'IOR. Altres membres inclouen a Jean-Baptiste de Franssu (França), President de la Junta, Clemens Boersig (Alemanya), Mary Ann Glendon (EUA) i Michael Hintze (Regne Unit). A més d'aquests sis membres laics de la Junta, monsenyor Alfred Xuereb, Secretari General de la Secretaria d'Economia, serveix com el seu secretari sense dret a vot.

## Comptes
D'acord amb "Informe Mutu d'Avaluació " de Moneyval, publicat el 2012, en aquell moment hi havia al voltant de 20.700 titulars de dipòsits, principalment europeus. Dos de cada tres eren d'Itàlia, després provenien de Polònia, França, Espanya, Alemanya, mentre que 2.700 van ser els fons de les congregacions d'Amèrica del Sud i Àfrica.
L'IOR permet obrir un compte bancari només a certes categories. D'altra banda, de conformitat amb el seu Estatut de 1990, al juliol de 2013, l'Institut ha revisat les directrius sobre els tipus de relacions amb els clients.
Poden obrir un compte en només l'IOR:
- institucions catòliques
- eclesiàstics
- empleats o exempleats de la titulars de comptes de pagament i les pensions del Vaticà
- ambaixades i diplomàtics acreditats davant la Santa Seu.

## Membres

### Cronologia dels presidents
- Sr. Bernardino Nogara (27 de juny de 1942 - 1954 renuncià)
- Sr. Massimo Spada (1954 - 1971 renuncià)
- Arquebisbe Paul Casimir Marcinkus (1971 - 1989 renuncià)
- Sr. Angelo Caloia (1989 - 23 de setembre de 2009 renuncià)
- Sr. Ettore Gotti Tedeschi (23 de setembre de 2009 - 24 de maig de 2012 renuncià)
  - Sr. Ronaldo Hermann Schmitz (25 de maig de 2012 - 15 de febrer de 2013 renuncià) (ad interim)
- Sr. Ernst von Freyberg (15 de febrer de 2013 - 9 de juliol de 2014 renuncià)
- Sr. Jean-Baptiste de Franssu, des del 9 de juliol de 2014

### Cronologia dels vicepresidents
- Sr. Philippe De Weck (1989 - 1997 renuncià)
- Sr. Virgil C. Dechant (1998 - 2009 renuncià)
- Sr. Ronaldo Hermann Schmitz (2009 - 24 de maig de 2012 renuncià)
- Sr. Ronaldo Hermann Schmitz, des del 15 de febrer de 2013

### Cronologia dels directors generals
- Sr. Giovanni Bodio (1991 - 1992 renuncià)
- Sr. Andrea Gibellini (1992 - 1995 renuncià)
- Sr. Lelio Scaletti (1995 - 1 d'octubre de 2007 renuncià)
- Sr. Paolo Cipriani (1 d'octubre de 2007 - 1 de juliol de 2013 renuncià)
  - Sr. Ernst von Freyberg (1 de juliol de 2013 - 30 de novembre de 2013 renuncià) (ad interim)
- Sr. Rolando Marranci (30 de novembre de 2013 - 24 de novembre de 2015 renuncià)
- Sr. Gianfranco Mammì, des del 24 de novembre de 2015[41]

### Cronologia dels vicedirectors generals
- Sr. Lelio Scaletti (1992 - 1995 nomenat director general)
- Sr. Pier Giorgio Tartaglia (1998 - 2000 renuncià)
- Dott. Mario Trippanera (2000 - 2001 renuncià)
- Sr. Dario Sabbioni (2003 - 2006 renuncià)
- Sr. Paolo Cipriani (2006 - 1 d'octubre de 2007 nomenat director general)
- Dott. Massimo Tulli (2007 - 1 de juliol de 2013 renuncià)
  - Sr. Rolando Marranci (1 de juliol de 2013 - 30 de novembre de 2013 renuncià) (ad interim)
- Sr. Gianfranco Mammì (6 de març de 2015 - 24 de novembre de 2015 nomenat director general)[41][172]

### Cronologia dels vicedirectors generals assistents
- Sr. Alessandro Lombardi (1998 - 2003 renuncià)

### Cronologia dels prelats
- Monsenyor Piero Pioppo (7 de juliol de 2006 - 25 de gener de 2010 nomenat nunci apostòlic al Camerun i Guinea Equatorial)
- Monsenyor Battista Mario Salvatore Ricca, des del 15 de juny de 2013 (ad interim)

### Cronologia dels secretaris generals de l'oficina administrativa
- Monsenyor Alberto di Jorio (1942 - 1944 renuncià)
- Monsenyor Carmine Vincenti (1944 - 1954 renuncià)

...
- Monsenyor Donato De Bonis (1988 - 1989 renuncià)

### Cronologia dels secretaris de l'oficina administrativa
- Monsenyor Enrico Arato (1955 - 1968 renuncià)
- Arquebisbe Paul Casimir Marcinkus (1969 - 1970 renuncià)
- Monsenyor Donato De Bonis (1970 - 1988 nomenat secretari general de l'oficina administrativa)